# Alfons z Cuzca
Blahoslavený Alfons z Cuzca byl peruánský řeholník Řádu mercedariánských rytířů.

## Život
Byl sekulárním řeholníkem v klášteře Svatého Jana v Lateránu. Vedl svůj život ve velké svatosti a byl slavný svými zázraky.
Jeho svátek je oslavován 22. září.